# 机动车辆保险
机动车辆保险也稱汽车保险或车险，是财产保险的一种， 以车辆本身及第三者责任为保险标的。主要保障因车祸自然灾害导致的损失。其保险客户，主要是拥有各种机动交通工具的法人团体和个人；其保险标的主要是各种类型的汽车和摩托车，但也包括电车、电瓶车等专用车辆以及装载机、收割机等能自主运行的工业和农业机械。

## 特点
机动车辆保险的赔偿方式一般为修复，但如果车辆维修费用超过了购买同款新车的价格，保险公司很可能宣称这辆车全损（推定全损）。一般来说，机动车辆保险的保险金额是新车的购买价格或者是车辆投保当时的价值，但是使用中车辆有折旧，另外保险公司会设置绝对免赔额，所以出险全损的情况下，赔款肯定会低于保险金额。这种保险的保险期间一般为一年或者一年以下，如果保险期间没有发生理赔，续保时可以享受无赔款优待费率。
对于全损或推定全损的车辆，保险公司在赔偿后会获得车辆的处置权，但并不会将其全部全部拆解报废，而是将其中仍有价值的车辆以较低的价格拍卖，供修理厂等专业机构维修后再次销售或者提取车辆的零件。

## 分类
根据相关法规及保险合同，在中华人民共和国境内销售的车险产品主要包括机动车交通事故责任强制保险和机动车商业保险，后者又可细分为机动车损失保险、机动车第三者责任保险和机动车车上人员责任保险三种主险以及若干附加险。
- 机动车交通事故责任强制保险（简称交强险）：所有机动车辆强制购买，用于赔偿交通事故中第三方的损失，不赔偿本车及被保险人的损失；
- 机动车商业保险主险
  - 机动车损失保险（简称车损险）：车辆损失保险是指机动车辆遭受自然灾害或者意外事故等情形，符合保险合同规定的，对于造成车辆本身的损失，保险公司给予赔偿。对于车辆被盗抢导致的损失，原先有单独险种负责赔偿，2020年9月15日起并入车损险；

  - 第三者责任保险（简称三责险或三者险）：当机动车辆遭遇意外事故，导致他人的人身或者财产损失，产生的费用由保险公司给予赔偿；
  - 机动车车上人员责任保险（简称座位险）：被保险人或其允许的驾驶人在使用被保险机动车过程中发生意外事故，致使车上人员（可以是司机或者乘客）遭受人身伤亡，保险公司依照约定负责赔偿。
- 机动车商业保险附加险：若购买了指定的主险，方可购买附加险
  - 附加绝对免赔率特约条款
  - 附加车轮单独损失险（投保了机动车损失保险的机动车，可投保本附加险）
  - 附加新增加设备损失险（投保了机动车损失保险的机动车，可投保本附加险）
  - 附加车身划痕损失险（投保了机动车损失保险的机动车，可投保本附加险）
  - 附加修理期间费用补偿险（投保了机动车损失保险的机动车，可投保本附加险）
  - 附加发动机进水损坏除外特约条款（投保了机动车损失保险的机动车，可投保本附加险）
  - 附加车上货物责任险（投保了第三者责任保险的营业货车，可投保本附加险）
  - 附加精神损害抚慰金责任险（投保了第三者责任保险或机动车车上人员责任保险的机动车，可投保本附加险）
  - 附加法定节假日限额翻倍险（投保了第三者责任保险的家庭自用汽车，可投保本附加险）
  - 附加医保外医疗费用责任险（投保了第三者责任保险或机动车车上人员责任保险的机动车，可投保本附加险）
  - 附加机动车增值服务特约条款
    - 道路救援服务
    - 车辆安全检测服务
    - 代为驾驶服务（简称代驾）
    - 代为送检服务

### 车辆损失保险
车辆损失保险责任为：
- 碰撞责任

保险人承担车辆与外界物体意外撞击造成车辆的损失；车辆按照规定装载货物，货物与外界物体意外撞击造成本车的损失。
- 非碰撞责任

保险人承担自然灾害（地震、暴风、暴雨、洪水、海啸、地陷、冰陷、崖崩、雪崩、冰雹、泥石流、山体滑坡、龙卷风、驾驶员随车照料时所乘坐的渡船遭受的自然灾害）导致的损失和意外事故（火灾、爆炸、倾覆、外界物体倒塌、空中运行物体坠落、行驶中平行坠落）导致的损失。
- 合理的施救和保护费用

保险人承担发生事故时为减少和避免车辆损失所进行抢救行为导致的合理费用；事故发生以后，为防止车辆损失扩大和加重而进行的行为导致的合理费用。

### 第三者责任保险
保险人承担被保险人或经其允许的合格驾驶人员在使用车辆时发生意外事故，导致第三者的财产直接损毁和人身伤亡，应由被保险人支付的赔偿。但是事故后的善后工作由被保险人处理。
在美国，第三者责任保险对于被保险车辆的驾驶员有限制，如果驾驶员和被保险人不居住于同一地址，保险公司将不予赔偿。生活于同样地址的情况下，他们必须被保险单具体记载。责任保险一般不保护驾驶不属于自己的车辆的人。当你驾驶他人的车辆时。有些条款承保一个被保险人，允许驾驶任意一辆符合法规规定的车辆，这种产品一般被用于分期付款，车辆所有权被抵押的情况。
在有些国家通过考虑风险因素厘定该险种的费率，但是也有国家采取固定费率。

## 责任免除
机动车辆保险并不会对任何损失都做出赔偿，例如根据《中国保险行业协会机动车商业保险示范条款（2020版）》，中华人民共和国境内的的保险公司销售的车辆损失保险一般不承担因以下原因导致的损失：

1. 在上述保险责任范围内，下列情况下，不论任何原因造成被保险机动车的任何损失和费用，保险人均不负责赔偿：
  1. 事故发生后，被保险人或驾驶人故意破坏、伪造现场，毁灭证据；
  2. 驾驶人有下列情形之一者：
    1. 交通肇事逃逸；
    2. 饮酒、吸食或注射毒品、服用国家管制的精神药品或者麻醉药品；
    3. 无驾驶证，驾驶证被依法扣留、暂扣、吊销、注销期间；
    4. 驾驶与驾驶证载明的准驾车型不相符合的机动车。

  3. 被保险机动车有下列情形之一者：
    1. 发生保险事故时被保险机动车行驶证、号牌被注销；
    2. 被扣留、收缴、没收期间；
    3. 竞赛、测试期间，在营业性场所维修、保养、改装期间；
    4. 被保险人或驾驶人故意或重大过失，导致被保险机动车被利用从事犯罪行为。

2. 下列原因导致的被保险机动车的损失和费用，保险人不负责赔偿：
  1. 战争、军事冲突、恐怖活动、暴乱、污染（含放射性污染）、核反应、核辐射；
  2. 违反安全装载规定；
  3. 被保险机动车被转让、改装、加装或改变使用性质等，导致被保险机动车危险程度显著增加，且未及时通知保险人，因危险程度显著增加而发生保险事故的；
  4. 投保人、被保险人或驾驶人故意制造保险事故。

3. 下列损失和费用，保险人不负责赔偿：
  1. 因市场价格变动造成的贬值、修理后因价值降低引起的减值损失；
  2. 自然磨损、朽蚀、腐蚀、故障、本身质量缺陷；
  3. 投保人、被保险人或驾驶人知道保险事故发生后，故意或者因重大过失未及时通知，致使保险事故的性质、原因、损失程度等难以确定的，保险人对无法确定的部分，不承担赔偿责任，但保险人通过其他途径已经知道或者应当及时知道保险事故发生的除外；
  4. 因被保险人违反本条款第十五条约定，导致无法确定的损失；
  5. 车轮单独损失，无明显碰撞痕迹的车身划痕，以及新增加设备的损失；
  6. 非全车盗抢、仅车上零部件或附属设备被盗窃。

## 保险费的计算

### 机动车辆损失保险的保险费
机动车辆损失保险的保险费关系到许多因素，比较重要的为行驶的公里数。
最初，机动车辆保险常收取一个平均保险费，不论汽车被使用的情况。
后来，保险公司提供“估计行驶里程”机动车辆险，估计在极限情况下的行驶里程来确定保险费档次。
- 里程表

汽车有里程表后，保险公司提供按照里程档次分类的机动车辆保险，类似于购买汽油。当里程表到达规定的里程是保险责任结束。
有人认为可能会有人窜改里程表来欺骗保险公司，虽然比较新的电子里程表很难改动，但他们可能断开里程表的电源后再联接上，从而使里程表所示里程比实际运行里程少。许多保险公司会防范这种风险，比如要求每一定里程进行登记，并且通过法律防止这种保险欺诈行为。
- GPS定位系统

1998年保险人发起一个实验项目，在志愿者的车上安装一个GPS定位系统。通过该设备跟踪他们驾驶的行为并通过无线电话向保险人报告结果。投保人对于这个项目担心自己的行踪被掌握并被不正当利用，并且GPS定位系统十分昂贵，当时很少有人愿意。现在许多机动车辆将GPS作为标准配置用来防盗。
机动车辆损失保险的保险费还关系到许多因素，比如车辆本身因素：种类、用途、新旧程度、安全配置、行驶区域、排气量、停放地点等；驾驶人的因素：性别、年龄、驾龄、违章肇事记录、索赔记录、婚姻状况、职业、健康状况、个人嗜好等；其他因素如多辆车优惠、车队奖惩措施、再保险情况等等。不同国家对以上因素运用不同。在中国大陆，2002年时保险费仅关系到营业用车还是非营业自用车辆。后来逐渐增加条件，比如年龄系数、车型系数、驾驶人系数等，不同保险公司参照的系数也有不同。

### 第三者责任保险的保险费
第三者责任保险的保险费一般采用固定保险费的方法，按照不同的车辆种类和使用性质对应最高赔偿额度不同，最高赔偿限额一般分为10万元至1000万元人民币，不同的车辆种类、使用性质和最高赔偿限额对应不同的保险费。

## 中国大陆机动车保险及赔偿
中国大陆自于2006年7月1日施行机动车交通事故责任强制保险（简称“交强险”），于2007年7月1日正式普遍推行，所有上道路行驶的机动车必须购买这一车辆保险。在“交强险”推行之前，普遍实行的是机动车第三者责任保险（简称“三责险”），“交强险”属于必须购买的强制责任保险，而“三责险”为自愿购买的商业险。除“交强险”为必选险种外，还有其他商业险种，包括“三责险”和车辆损失险2个主险品种，另外还有车上责任险、全车盗抢险、无过失责任险、车载货物掉落责任险、玻璃单独破碎险、车辆停驶损失险、自燃损失险、新增加设备损失险和不计免赔特约险共计9类附加险。
赔偿一般流程为：出险通知、登记立案、查抄单底、现场查勘、确定责任、协商定损、计算赔款。
免赔的规定为：负事故全部责任的免赔20%，负主要责任的免赔15%，负同等责任的免赔10%，负次要责任的免赔5%，单方肇事的免赔20%。

### 机动车辆损失保险的赔偿
- 车辆全损：

足额或不足额保险，赔款=（保险金额-车辆残值）×事故责任比例×（1-免赔率）
超额保险时，赔款=（实际价值-车辆残值）×事故责任比例×（1-免赔率）
- 部分损失：

保险金额等于新车购置价时，赔款=（实际修复费用-残值）×事故责任比例×（1-免赔率）
保险金额低于新车购置价时，赔款=（实际修复费用-残值）×（保险金额／新车购置价）×事故责任比例×（1-免赔率）
- 施救费

保险金额等于新车购置价时，施救费=实际施救费用×事故责任比例×（保险车辆实际价值／实际施救财产价值）×（1-免赔率）
保险金额低于新车购置价时，施救费=实际施救费用×事故责任比例×（保险金额／新车购置价）×（保险车辆实际价值／实际施救财产价值）×（1-免赔率）

### 第三者责任保险的赔偿
被保险人按照事故责任比例应负担的赔偿金额超过赔偿限额时，赔款=赔偿限额×（1-免赔率）
被保险人按照事故责任比例应负担的赔偿金额低于赔偿限额时，赔款=应负赔偿金额×（1-免赔率）
保险人不承担未征得保险人同意而擅自支付的不符合规定的赔偿。第三者责任保险赔偿采取一次性赔偿结案的原则，所以被保险人追加受害人的任何赔偿保险人也不再负责。
保险车辆和第三者财产损失后的残余部分可协商作价归被保险人，并在赔款中扣除。

### 代位求偿
由于第三方的过失导致保险事故，经被保险人要求后，保险人可以先给予赔偿并同时取得向第三方追偿的权利，此后保险人可以向第三方追索赔偿。

## 列表
- 保险业务体系表
- 保险公司列表